# Gaswerk Schwabmünchen

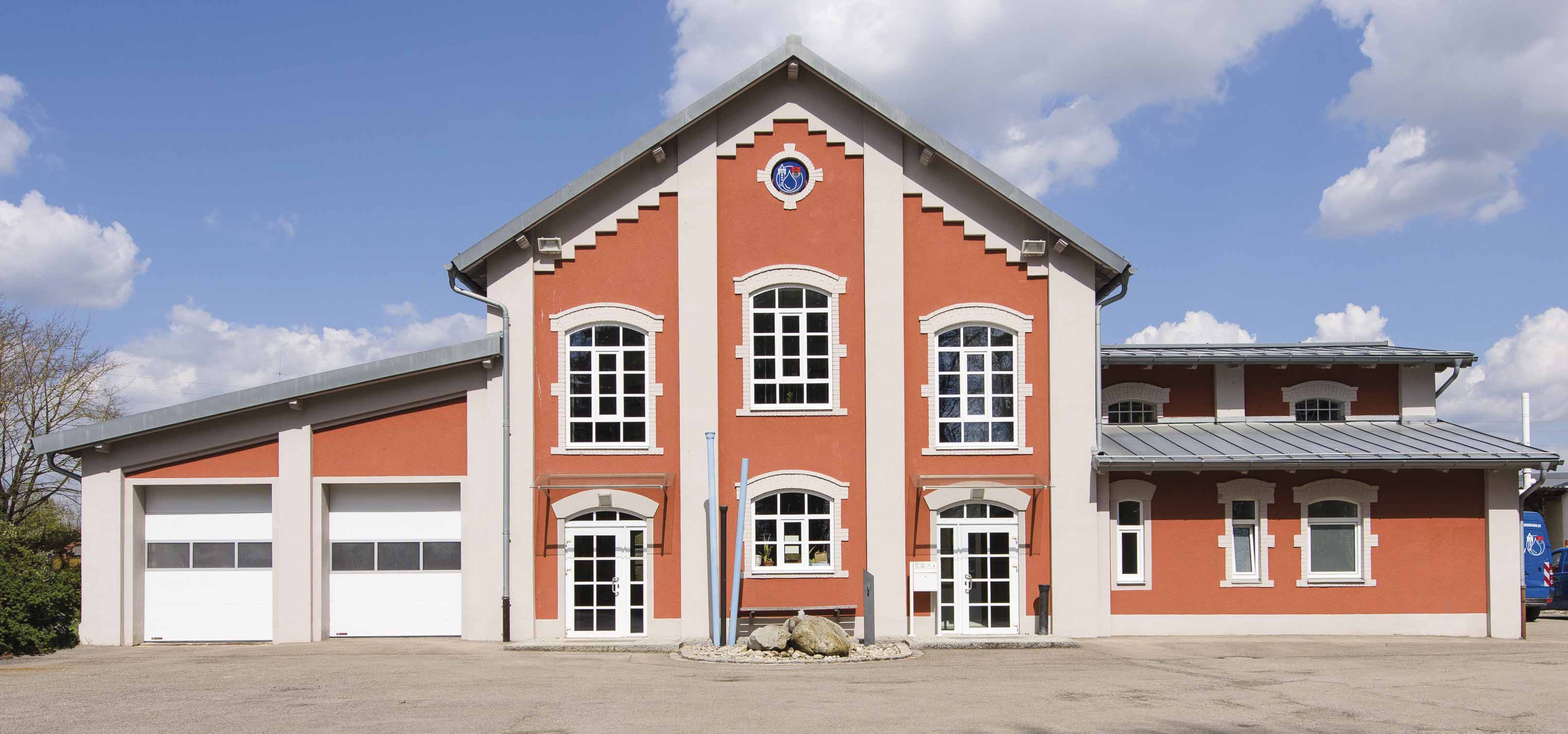
Ehemaliges Hauptgebäude des Gaswerks Schwabmünchen, heute Betriebsgebäude des Wasserwerks (2007)

Das Gaswerk Schwabmünchen ging 1907 in Betrieb und diente bis 1953 zur Erzeugung von Stadtgas aus Steinkohle. Mit der Umstellung auf Ferngas wurde das Gaswerk obsolet und später teilweise abgebaut. Erhalten blieb lediglich das Hauptgebäude, das heute von der Stadt Schwabmünchen als Betriebsgebäude für die örtliche Wasserversorgung genutzt wird.

## Geschichte
Der Bremer Unternehmer Carl Francke erhielt 1907 den Auftrag zur Errichtung eines Gaswerks auf Steinkohlenbasis auf einem Gelände nördlich des Bahnhofs (heutige Adresse Holzheystraße 73). Anstoß für diesen Schritt gab unter anderem die örtliche Handwerkerinnung. Sie sah eine Beleuchtung der Straßen als unbedingt notwendig an. Nach dem sog. System Francke waren die Besitzverhältnisse gemischtwirtschaftlich geregelt: Eigentümerin war die Gaswerk Schwabmünchen Aktiengesellschaft. Sie verpachtete das Gaswerk an die Centralverwaltung von Gas-, Wasser- und Electrizitätswerken GmbH. Die Mehrheit des Aktienbesitzes kaufte die Gemeinde Schwabmünchen, außerdem erwarben Schwabmünchner Bürger kleinere Aktienpakete. Das Gaswerk bestand aus einem Hauptgebäude mit Ofenhaus und einem daraufgesetzten Gasbehälter mit 400 m³ Inhalt. Darüber hinaus gehörte ein Kohlenschuppen und ein Apparatehaus zur Anlage. 1914 lag die Produktionsmenge bei rund 800 m³ Gas täglich. 1940 wurde das Gaswerk durch den Markt Schwabmünchen kommunalisiert.
Am 26. Januar 1953 wurde die Gasproduktion stillgelegt und Ferngas aus dem Augsburger Gaswerk von der Ferngasversorgung Schwaben GmbH (später Erdgas Schwaben) bezogen. Etwas mehr als 10 Jahre später, am 1. Mai 1963 verkaufte Schwabmünchen das stillgelegte Gaswerk mitsamt Leitungsnetz an die Münchner Aktiengesellschaft für Licht- und Kraftversorgung (LUK) und Ende September des gleichen Jahres wurde das in Augsburg erzeugte Ferngas durch Erdgas ersetzt.

## Verbleib
Nach der Übernahme durch die Münchner Aktiengesellschaft für Licht- und Kraftversorgung wurde das Gaswerk weitgehend abgebrochen. Eine Ausnahme bildet das Hauptgebäude. Es wurde später zusammen mit dem ehemaligen Gaswerksgelände von der Gemeinde übernommen, saniert und dient seither als Büro, Werkstatt und Lager. Auch das umliegende Außengelände wird von der Gemeinde als Lagerfläche genutzt.